# Blechnum treubii
Blechnum treubii là một loài dương xỉ trong họ Blechnaceae. Loài này được Alderw. mô tả khoa học đầu tiên năm 1908.
Danh pháp khoa học của loài này chưa được làm sáng tỏ. 